# Cheikh M'Bengue
Cheikh M'Bengue (Toulouse, 23 juli 1988) is een Senegalees-Frans voetballer die bij voorkeur als linksachter speelt. Hij tekende in juli 2016 een contract tot medio 2019 bij Saint-Étienne, dat hem transfervrij inlijfde na het aflopen van zijn verbintenis bij Stade Rennais. M'Bengue debuteerde in 2011 in het Senegalees voetbalelftal.

## Clubcarrière
Op zevenjarige leeftijd sloot M'Bengue zich aan bij Toulouse, de club uit zijn geboortestad. Op 15 september 2007 debuteerde hij in het eerste elftal tegen Olympique Marseille. Twee weken later kreeg hij opnieuw zijn kans als invaller tegen Sochaux. Een week later kreeg hij zijn eerste basisplaats tegen Saint-Étienne. In januari 2008 tekende hij zijn eerste profcontract. Voor aanvang van het seizoen 2008/09 werd hij definitief bij het eerste elftal gehaald.

## Interlandcarrière
M'Bengue werd als zoon van Senegalese ouders geboren in het Franse Toulouse. Op 19 november 2008 debuteerde hij voor Frankrijk -21 tegen Denemarken -21. Hij speelde twaalf interlands voor Frankrijk -21. In mei 2011 besloot hij om voor Senegal uit te komen. Op 4 juni 2011 werd zijn aanvraag goedgekeurd door de FIFA. Eén maand later debuteerde hij in het Senegalees elftal.
1 Maubleu ·
3 Nadé ·
4 Ekwah ·
5 Abdelhamid ·
6 Bouchouari ·
7 Monconduit ·
8 Appiah ·
9 Sissoko ·
10 Tardieu ·
11 Old ·
14 Mouton ·
16 Fall ·
17 Cornud ·
18 Cafaro ·
19 Pétrot ·
20 Boakye ·
21 Batubinsika ·
22 Davitasjvili ·
23 Briançon  ·
25 Wadji ·
26 Fomba ·
27 Maçon ·
28 Miladinović ·
29 Moueffek ·
30 Larsonneur ·
32 Stassin ·
Coach: Dall'Oglio